# Казале Корте Черо
Каза̀л Ко̀рте Чѐро (на италиански: Casale Corte Cerro, на местен диалект: Cäsàal dlä Cort Cèrä, Кезал дъла Корт Чере, на пиемонтски: Casàl dla Cort Cera, Казал дъла Корт Чера) е малко градче и община в Северна Италия, провинция Вербано-Кузио-Осола, регион Пиемонт. Разположено е на 372 m надморска височина. Населението на общината е 3473 души (към 2010 г.).